# The One (Mary J. Blige)
The One è il primo singolo ufficiale estratto dal nono album in studio di Mary J. Blige, intitolato Stronger with Each Tear.
La canzone è una uptempo molto energica che vanta la collaborazione del rapper Drake pubblicata il 21 giugno 2009, ed è stata prodotta da DarkChild. The One è stata scritta dalla stessa Mary J Blige, assieme a Aubrey Graham. A tratti, la voce della cantante è modificata con l'Auto-Tune.
Il video è stato distribuito ad agosto del 2009 ed è stato diretto da Anthony Mandler.
The One è arrivata alla posizione 63 della Billboard Hot 100, e alla posizione 32 della R&B/Hip-Hop Songs, e non ha ottenuto molto riscontro commerciale.

## Classifiche
| Classifica (2009)                  | Posizione più alta |
| ---------------------------------- | ------------------ |
| Canada                             | 83                 |
| US Billboard Hot 100               | 63                 |
| US Billboard Hot R&B/Hip-Hop Songs | 32                 |